# Szaryn
Szaryn, Czaryn  (kaz. Шарын, ros. Чарын), w górnym biegu Szołkodagsu, w średnim biegu Kegen (ros. Шолкодагсу, Кеген) – rzeka w południowo-wschodnim Kazachstanie, lewy dopływ Ili w zlewisku jeziora Bałchasz. Długość - 427 km, powierzchnia zlewni - 7720 km², średni przepływ - 35,4 m³/s. Reżim śnieżno-lodowcowy. 
Źródła Czarynu znajdują się na południowych stokach środkowej części pasma górskiego Ketmeń w Tienszanie. Rzeka płynie na zachód, następnie okrąża pasmo od zachodu i płynie na północ malowniczym przełomem (Kanion Szaryński), po czym uchodzi do Ili.